# 南紫音
南 紫音（みなみ しおん、1989年10月8日 - ）は、日本のヴァイオリン奏者。桐朋学園大学卒業。

## 概要
福岡県北九州市生まれ。3歳からヴァイオリンを始め、篠崎永育、篠崎美樹に師事。その後は原田幸一郎、西和田ゆうに師事。
2005年、地元の西南女学院高等学校に入学。日本フィルハーモニー交響楽団、九州交響楽団、フランス国立管弦楽団、サンカルロ歌劇場管弦楽団、ミラノスカラ座室内合奏団との共演するなどの演奏活動を行う。
2008年、CDデビュー。桐朋学園大学入学を機に活動の場を東京に移した。

## 受賞歴
- 2000年 第54回全日本学生音楽コンクール福岡大会小学校の部第1位
- 2000年 第10回日本クラシック音楽コンクール全国大会小学校の部第2位
- 2002年 第56回全日本学生音楽コンクール福岡大会中学校の部第1位
- 2004年 第13回アルベルト・クルチ国際ヴァイオリン・コンクール第1位
- 2005年 ロン＝ティボー国際コンクール第2位、サセム賞
- 2015年 ハノーファー国際ヴァイオリン・コンクール第2位[2]

## ディスコグラフィー
- 南紫音デビュー・リサイタル（2008年3月）
- Bloom（2010年3月）
- ファンタジー（2014年3月）